# Parigi-Roubaix 1929
La Parigi-Roubaix 1929, trentesima edizione della corsa, fu disputata il 31 marzo 1929, per un percorso totale di 260 km. Fu vinta dal belga Charles Meunier giunto al traguardo con il tempo di 8h54'50" alla media di 29,168 km/h, davanti ai connazionali Georges Ronsse e Aimé Deolet.
Presero il via da Le Vésinet 86 ciclisti, 25 di essi tagliarono il traguardo di Wattrelos; di questi ben 15 arrivarono ex æquo in sesta posizione.

## Ordine d'arrivo (Top 10)
| Pos. | Corridore                   | Squadra                     | Tempo                       |
| ---- | --------------------------- | --------------------------- | --------------------------- |
| 1    | Charles Meunier             | La Française                | 8h54'50"                    |
| 2    | Georges Ronsse              | Automoto                    | a 12"                       |
| 3    | Aimé Deolet                 | Alcyon-Dunlop               | a 48"                       |
| 4    | Armand Van Bruaene          | La Nordiste                 | a 2'30"                     |
| 5    | Gaston Rebry                | Alcyon-Dunlop               | s.t.                        |
| 6    | 15 ciclisti a 2'30" ex æquo | 15 ciclisti a 2'30" ex æquo | 15 ciclisti a 2'30" ex æquo |